# Зачарана
Зачарана (енгл. Enchanted) америчка је анимирано-играна музичка комедија филмске компаније Дизни у режији Кевина Лиме, снимљена по сценарију Била Келија.
Радња прати Жизелу, архетипску Дизнијеву принцезу, која бива пребачена из свог анимираног света у стварни Њујорк. Главну улогу тумачи Ејми Адамс, а поред ње у филму наступају Патрик Демпси, Џејмс Марсден, Идина Мензел, Рејчел Кови, Тимоти Спал и Сузан Сарандон.
Зачарана у исто време представља омаж и пародију Дизнијевих анимираних класика и кроз комбинацију анимације и играног филма прави бројне алузије на претходне и будуће Дизнијеве пројекте. Филм је наишао на добре реакције критичара и публике и зарадио је преко 340 милиона долара на биоскопским благајнама. Био је номинован за три Оскара, два Златна глобуса, два Гремија и освојио је три награде Сатурн. Наставак, Зачарана 2, премијерно је приказан 2022. године.

## Радња
Прича филма прати прелепу принцезу Жизелу коју зла краљица протера из њене чаробне, распеване и анимиране домовине – и која се нађе у грубој стварности на улицама савременог Менхетна. Шокирана својом чудном новом околином, који не функционише према правилима „среће до краја живота”, Жизела је изгубљена у хаотичном свету којем је очајнички потребно мало чаролије.
Али, када Жизела почне да се заљубљује у адвоката за разводе, пуног шармантних мана, који јој је прискочио у помоћ – иако је већ верена за савршеног принца из бајке – она мора да се запита: може ли бајковит поглед на љубав преживети у стварном свету?

## Улоге
| Глумац         | Улога            |
| -------------- | ---------------- |
| Ејми Адамс     | Жизела           |
| Патрик Демпси  | Роберт           |
| Џејмс Марсден  | принц Едвард     |
| Тимоти Спал    | Натанијел        |
| Идина Мензел   | Ненси Тремејн    |
| Рејчел Кови    | Морган Филип     |
| Сузан Сарандон | краљица Нариса   |
| Џули Ендруз    | нараторка        |
| Џеф Бенет      | Пип у Андалазији |
| Кевин Лима     | Пип у Њујорку    |